# Gradiometr

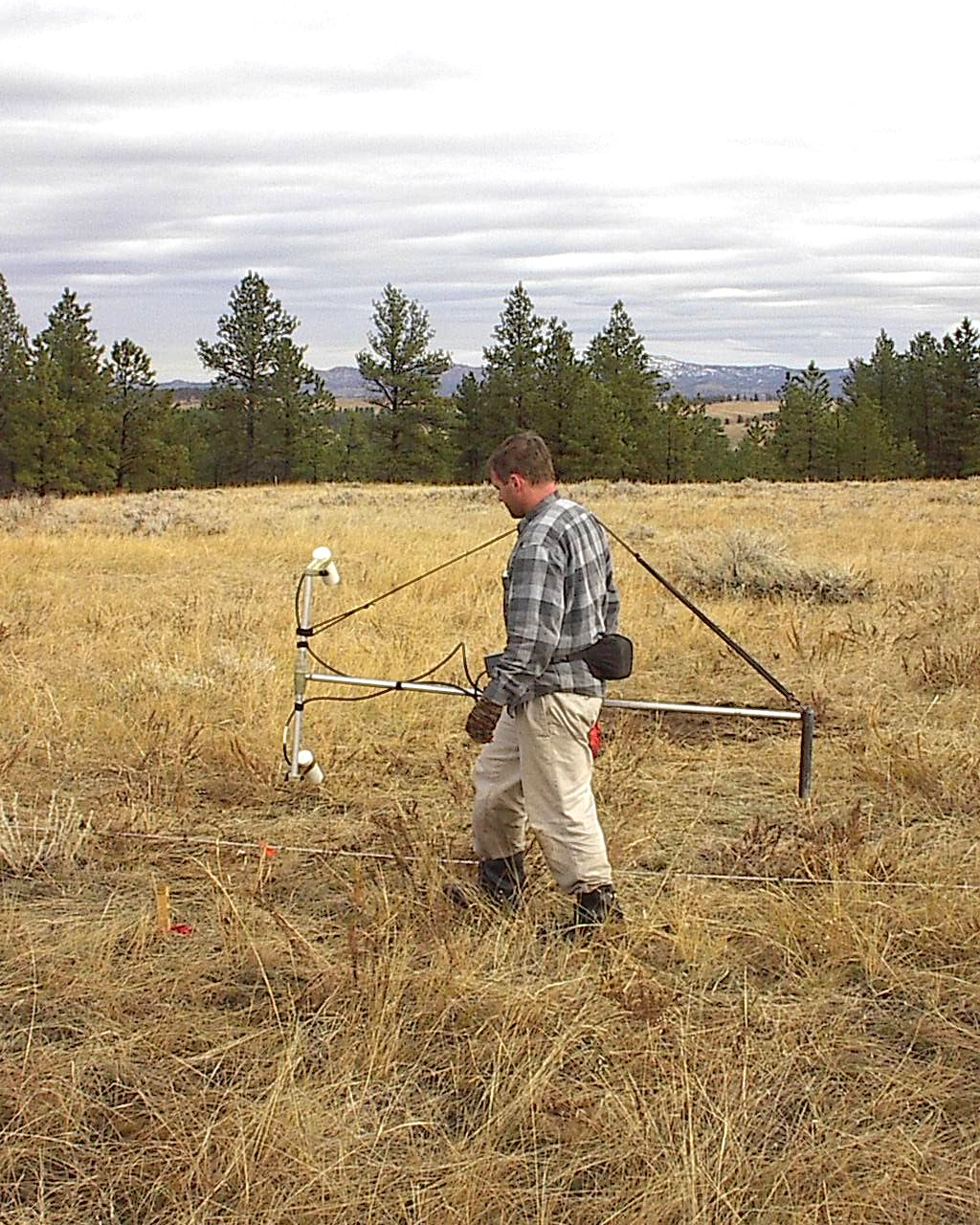
Gradiometr magnetyczny stosowany w archeologii

Gradiometr – urządzenie złożone z kilku magnetometrów transduktorowych,
dokonujące pomiaru gradientu pola magnetycznego w małym obszarze (zwykle kilkanaście centymetrów do 1,5 m),
gdy jeden z jego sensorów znajdzie się w obszarze anomalii magnetycznej, gradiometr wygeneruje sygnał.
Gradiometry są w stanie wykryć bardzo małe anomalie pola magnetycznego rzędu 0,001 nT/m.

## Rodzaje gradiometru
Są przynajmniej dwa typy gradiometru do pomiaru pola magnetycznego:
1. Gradiometr osiowy (axial gradiometer). Urządzenie składa się z dwu magnetometrów umieszczonych w szeregu (np. jeden nad drugim). W wyniku pomiaru otrzymuje się różnicę strumienia indukcji magnetycznej w tym punkcie przestrzeni (znaną także jako pierwszą pochodną przestrzenną).
2. Gradiometr płaszczyznowy (planar gradiometer). Urządzenie złożone z dwu magnetometrów umieszczonych jeden obok drugiego. Otrzymuje się różnicę strumienia indukcji magnetycznej pomiędzy dwiema pętlami magnetometrów.

## Wykorzystanie gradiometrów
Każdy typ gradiometru odpowiada za odbiór innego typu sygnałów przestrzennych. W zależności od wymaganych danych dotyczących lokalizacji sygnału w różnych sensorach pola magnetycznego wykorzystuje się różne typy gradiometrów:
- Gradiometr płaszczyznowy stosuje się w wykrywaczach metali i w defektoskopii powierzchni metali.
- Gradiometr osiowy znajduje zastosowanie w batyskafach (do detekcji wszelkich obiektów na trasie batyskafu) oraz w detektorach min morskich.
- Konfigurację gradiometrów osiowych i płaszczyznowych stosuje się w bramkach detekcyjnych oraz w magnetoencefalografach.